# 罗征祥
罗征祥（1927年—），男，广东广州人，中国胸心血管外科专家，曾任广东省人民医院院长，广东心血管病研究所研究员、博士生导师，第四、五、六、七届全国人大代表。